# 葉蔭聰
葉蔭聰（Ip Iam-chong，1970年10月1日—），澳門出生，獨立媒體 (香港)（InMediaHK）創辦人之一，曾任職香港嶺南大學文化研究系助理教授。

## 簡介
葉蔭聰於1992年在香港中文大學新聞及傳播學系畢業，在學期間擔任香港中文大學學生會幹事會的社會幹事，其後全職修讀中大社會學碩士課程，1994年取得學位後便一直留在中大參與研究及教務工作。香港主權移交期間，曾參與有關香港文化的助理研究工作，計劃結束後便轉為中大通識教育課程助教。2000年葉蔭聰於國立台灣大學建築與城鄉研究所修讀博士課程，於2007年取得博士學位。
2009年10月24日與獨立媒體搞手之一的林藹雲註冊結婚。
2002年嶺南大學聘請葉蔭聰出任文化研究系導師，後來晉升為講師，2014年晉升為助理教授。2021年7月申請實任（substantiation，即申請取得終身合約）時，雖然獲得系內教授、文學院院長以及四位本地及國際資深學者一致推蔫，但遭校內學院學術評審委員會（Faculty Assessment Panel, FAP）一致否決，葉蔭聰後來上訴未能成功，他懷疑跟其政治立場有關。

2022-2024年間，葉蔭聰到台灣的國立陽明交通大學社會與文化研究所擔任副教授，2024年夏天離職回港，現任職於文化及媒體教育基金。

## 著作
| 書名                                                                            | 作者               | 出版社                    | 出版年份 | ISBN編號           |
| ------------------------------------------------------------------------------- | ------------------ | ------------------------- | -------- | ------------------ |
| Hong Kong’s New Identity Politics: Longing for the Local in the Shadow of China | 葉蔭聰             | London: Routledge         | 2020年   | ISBN 9781032082820 |
| 罷課不罷學：雨傘運動前夕的理論和思想大檢閱                                      | 主編葉蔭聰、陳景輝 | 香港：進一步              | 2015年   | ISBN 9789888011469 |
| 為當下懷舊：文化保育的前世今生                                                  | 葉蔭聰             | 香港：香港中文大學出版社  | 2010年   | ISBN 9789624415841 |
| 《沒有小販的都市？》                                                            | 主編葉蔭聰、林藹雲 | 香港:街角                 | 2000年   | ISBN 9628567829    |
| 《迪士尼不是樂園》                                                              | 葉蔭聰、施鵬翔統籌 | 香港:進一步多媒體有限公司 | 1999年   | ISBN 9628326252    |
| 《窮人係懶人？》                                                                | 主編葉蔭聰、林藹雲 | 香港:街角                 | 1999年   | ISBN 9628567810    |

## 外部連結
- 個人官網